# Cuisine costaricaine
La cuisine costaricaine, ou gastronomie costaricaine, rassemble les coutumes et pratiques culinaires des habitants du pays, et fait partie de son identité nationale. Au niveau socioculturel, il s'agit d'une cuisine avec un mélange intense de cultures, fortement conditionnée par son environnement tropical, et très proche du régime méditerranéen en raison d'un mélange de base de groupes sud-européens, levantins et sépharades. Il existe également des contributions notables d'origine africaine, indigène, afro-antillaise, orientale, latino-américaine et d'autres origines européennes,,.
De plus, en raison de sa position géographique au milieu des deux grandes masses terrestres de l'Europe, le Costa Rica a été tout au long de son histoire un pont biologique et culturel entre le nord et le sud du continent. Cela a produit sur son petit territoire une rencontre unique entre la flore et la faune, qui génère une gamme exubérante de denrées alimentaires ; enrichie en outre de tous les fruits de mer du fait que ses côtes sont baignées par deux océans.
Ainsi, le pays compte quatre régions culinaires bien définies par leur géographie et leur développement culturel : les vallées centrale et orientale, Guanacaste et la zone nord, Puntarenas et Limón. Avec une base commune composée principalement d'aliments tels que : gallo pinto, casado, picadillos, olla de carne, gallitos, empanadas, pâtes, fruits frais et café,.